# Wermsdorf
Wermsdorf là một đô thị trong huyện Nordsachsen thuộc bang tự do Sachsen, nước Đức. Đô thị Wermsdorf có diện tích 104,41 km², dân số thời điểm ngày 31 tháng 12 năm 2005 là 5900 người. 